# 鄭柞
鄭 柞（てい さく、チン・タック、ベトナム語：Trịnh Tạc / 鄭柞、弘定7年3月5日（1606年4月11日） - 正和3年8月23日（1682年9月24日）は、後黎朝大越中興期の権臣、東京鄭氏の第5代当主。封号は西定王（ベトナム語：Tây Định Vương / 西定王）。

## 生涯
鄭梉の四男。母は陳氏玉台。弘定15年（1614年）、栄郡公に封じられた。徳隆3年（1631年）には北軍左都督副将太保西郡公に進封され、乂安処に出鎮した。翌徳隆4年（1632年）、少傅を加えられた。 
福泰3年（1645年）、欽差節制各処水歩諸営掌国権柄左相太尉西国公に進封され、謙定府を開いて国政に関わるようになった。慶徳4年（1652年）には元帥掌国政西定王に進封された。
盛徳3年（1655年）、広南の阮福瀕の軍が侵攻してきた。鄭氏の軍は広南阮氏の軍に打ち破られ、戦線は乂安と藍江一帯に移った。盛徳5年（1657年）に鄭梉が死去するとその後を継いだ。この時点で鄭氏は劣勢を脱し、戦況は藍江一帯で膠着状態に陥っていた。
永寿2年（1659年）、大元帥掌国政尚師西王に進封された。永寿3年（1660年）、阮軍で内訌が発生し、その主将の阮有進と阮有鏡が𤅷江以南に撤兵した。鄭柞は派兵して阮軍を追撃させ、阮軍に占領されていた七県一州を一挙に奪回した。 
永寿4年（1661年）閏3月5日、鄭柞は余勢を駆って御林軍を南下させ、阮氏を滅ぼそうとしたが阮軍の抵抗に遭って城を破ることができず、永寿5年（1662年）10月に兵を都昇龍に返した。高平の莫敬宇がこの機を窺って軍を侵攻させてきたが、これを撃退した。
その後、鄭柞は阮氏とひとまず停戦して高平の莫氏に当たる方針に切り替え、景治5年（1667年）に高平を攻めさせた。莫敬宇を清に追いやったが、康熙帝からの要求を受けて高平を莫敬宇に返還した。以降、莫氏は後黎朝に対抗できなくなるまでに弱体化した。
景治6年（1668年）、大元帥掌国政尚師太父徳功仁威明聖西王に進封された。陽徳元年（1672年）、鄭柞は再度阮氏を征服しようと自ら兵を率いて南下し、四男の鄭根に水軍を統帥させた。しかし、阮福瀕の四男の阮福淳率いる阮軍に打ち破られ、翌陽徳2年（1673年）に𤅷江を互いの勢力の境界として阮福瀕と和約を結んだ。この和約により、百年にわたる和平がもたらされることになった。
同年に清で三藩の乱が起こると、高平の莫敬宇は乱を起こした呉三桂を支持した。永治2年（1677年）、清軍が三藩を撃破するのを見た鄭柞は軍を北上させて高平を攻撃し、莫氏の勢力を駆逐した。並行して莫敬宇が呉三桂を支持していた証拠を清に対して提示し、清の莫氏への支持を撤回させることに成功した。
正和3年（1682年）に77歳で死去し、鄭根が後を継いだ。朝廷から陽王の尊号と聡憲と諡され、後に弘祖の廟号と洪謨遠略安国恢疆振綱興治雄度英威揆文奮武惇大明作峻徳巍功睿算神謀耿光大烈造夏肇基垂庥闡範修内攘外保和致治陽王の諡号を贈られた。

## 家族

### 妃
- 正室：鄭氏玉瓏（中国語版） - 養子としていた嘉宗（中国語版）が即位すると国太母と称された。
- 阮氏端荘 - 調郡公鄭棕と郡主鄭氏の母。

### 男子
1. 懋郡公 鄭徳
2. 紹郡公 鄭有
3. 塘郡公 鄭樑
4. 定南王 鄭根
5. 蒞忠公 鄭棟
6. 奠義公 鄭楃
7. 派郡公 鄭楡
8. 調郡公 鄭棕
9. 韶郡公 鄭樸
10. 宣郡公 鄭樌
11. 廉郡公 鄭虔
12. 茶郡公 鄭錦
13. 雲郡公 鄭榩
14. 寿郡公 鄭欐
15. 晋郡公 鄭樇

### 女子
- 長女：鄭氏玉𣖮 - 玄宗の皇后。
- 次女：鄭氏玉檉 - 瑞郡公阮徳忠に嫁した。
- 郡主 鄭氏 - はじめ永郡公に嫁し、陶氏を産んだ。陶氏が謙郡公鄭椽（鄭根の次男）に嫁した。

## 参考資料
- 小林知 著「鄭棡」、池内宏; 矢野仁一; 橋本増吉 編『東洋歴史大辞典』 中（縮刷復刻）、臨川書店、1986年10月1日。ISBN 978-4653014690。
- 吉川和希「十八世紀のベトナム黎鄭政権と北部山地 --諒山地域の在地首長の動向を中心に--」『東南アジア研究』第57巻第1号、京都大学東南アジア地域研究研究所、2019年7月31日、3-30頁。